# Schnorchel (Schiffsteil)

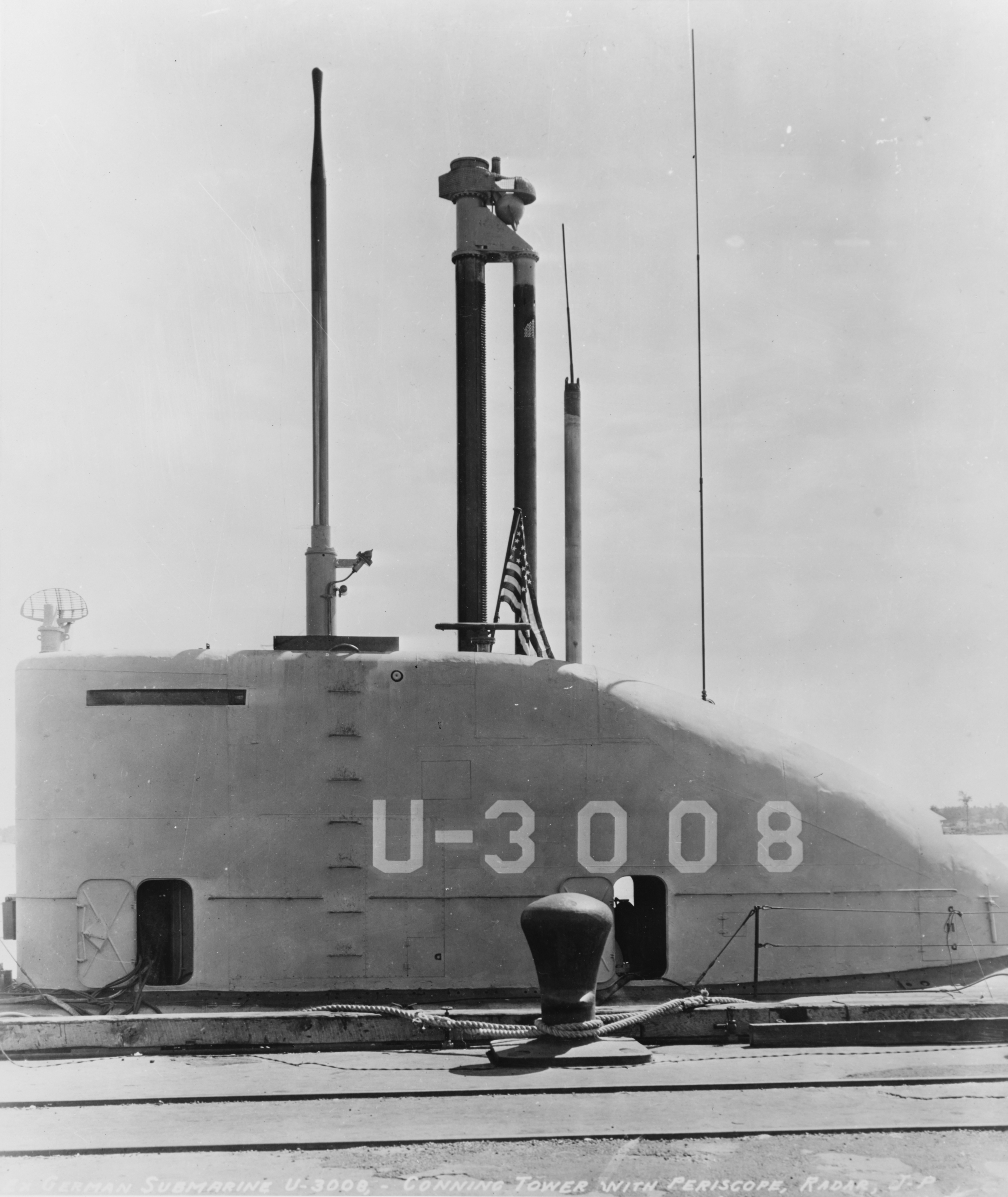
Schnorchel des vormals deutschen U-3008 in US-amerikanischer Erprobung, August 1946. Die Amerikaner hatten das hintere Ende des Turms strömungsgünstiger um- und die Flak ausgebaut.

Der Schnorchel ist ein Hohlmast, der Dieselmotoren an Bord von U-Booten mit Frischluft versorgt und je nach Bauart deren Abgasluft entsorgt. Durch diese Technik brauchen dieselgetriebene U-Boote nicht aufzutauchen, um ihre Batterien aufzuladen.

## Anfänge in den Niederlanden
Die Idee des Schnorchels war bei Einführung auf deutschen U-Booten 1943 generell nicht neu und wurde schon vor dem Zweiten Weltkrieg in mehreren Marinen verfolgt (Niederlande, Italien und Japan). In der holländischen Marine befassten sich damit insbesondere die Kapitänleutnante Jan Jacob Wichers und J.C. van Pappelendam. Wichers erhielt 1927 ein Patent für einen Luftmast, der bei Unterwasserfahrt auf Sehrohrtiefe eine gute Bootsbelüftung garantieren sollte. Er hatte kein Ventil, weil das Boot damit nicht unter Sehrohrtiefe tauchen sollte, sondern bei schwerer See eine einwandfreie Luftversorgung der Dieselmaschinen sicherstellen. Ein Schnorchel wurde dort erstmals 1939 auf O 19 und O 20 der O-19-Klasse eingesetzt.
Die ursprüngliche Zweckbestimmung des Schnorchels war es nicht, die Unterwasserfahrt mit Dieselmotoren (statt mit den damals langsameren Elektromotoren) zu ermöglichen. Da die holländischen U-Boote vorzugsweise in flachen Küstengewässern operierten, davon rund 75 % in überseeischen Kolonien (Karibik, Ostindien und Fernost), mussten sie sich auf ein häufigeres Tauchen bei Angriffen durch Schiffe oder Flugzeuge einstellen. Das häufige Tauchen erforderte eine gute Durchlüftung des U-Bootes. Das raue Wetter der Nordsee erschwerte es, das Boot, selbst in voll aufgetauchtem Zustand, gut zu durchlüften und zu vermeiden, dass Brecher über die Kommandobrücke in das Boot eindrangen. Im Ersten Weltkrieg experimentierten die Niederländer mit Rohren für die Batterien, um die U-Boote mit Luft zu versorgen, wenn sie an der Oberfläche oder in kaum getauchten Zustand fuhren. Die ersten Boote waren ausgestattet mit einem Paar von umklappbaren Rohren: anfangs eines, um die Batterieabteilung vor der Bildung giftiger Gase zu entlüften, und ein zweites, um frische Luft in das gesamte Boot zu bringen, einschließlich des Maschinenraumes. Auf der O-2 waren je ein Rohr vor und hinter der Kommandobrücke angeordnet. Diese Rohre erlaubten den Betrieb der Diesel. Das Verfahren war jedoch gefährlich, weil die Ventile nicht gut funktionierten, wobei das Einsickern von Wasser in die Batterieabteilung riskiert wurde, wo es gefährliche Gase (typischerweise Chlorgas) produzierte. Dieses Verfahren bei halbgetauchtem Boot wurde als „getrimmtes Dieseln“ bezeichnet. Diese Versuche endeten in den 1930er Jahren. Danach fanden keine weiteren Erprobungen statt. Statt durch den Schnorchel wurde das U-Boot im Zustand des „getrimmten Dieselns“ gefahren und durch das Turmluk mit Luft versorgt.
Die holländischen U-Boote benutzten beim Ansaugen der Luft für die Diesel einen kleinen Entwässerungstank unter dem Schnorchelmast, in den zusätzliche Bootsinnenluft nur über ein besonderes Ventil gelangen konnte. Bei Überflutung des Schnorchelkopfs durch eine Welle schloss sich das Schnorchelkopfventil oben auf dem Schnorchelmast und öffnete danach nicht erneut.
Obwohl die Niederländer die Belüftungsrohre schon während des Ersten Weltkriegs angewendet hatten, nutzten sie diese Masten bereits dann, wenn sich die Kommandobrücke noch oberhalb der Wasseroberfläche befand. Daher gilt diese Art der Verwendung nicht als „richtiges“ Schnorcheln.

## Schnorchel der Japaner
Die Kaiserlich Japanische Marine rüsteten ihr Unterseeboot No. 6, das erste in Japan konstruierte und gebaute Unterseeboot, welches im Jahr 1906 in Dienst gestellt wurde, mit einem Schnorchel aus. Dieses U-Boot erprobte im Jahr 1910 seinen Schnorchel, dabei geriet jedoch die Öffnung des Rohres unter Wasser, sodass das Boot voll lief und mit allen 16 Besatzungsmitgliedern sank.

## Die Erfindung der Italiener
Die Erfindung eines modernen Schnorchels ist dem italienischen Major Pericle Ferretti im Jahre 1923 zuzuschreiben. Ein bereits bestehendes Belüftungsrohr zwischen den beiden Periskopen wurde als Lufteinlass benutzt, während sich der Luftausstoß auf dem Deck befand. Das System funktionierte gut, aber es bestanden Sorgen wegen der Sichtbarkeit des schnorchelnden U-Bootes. 1926 wurde dieser Schnorchel patentiert, der „Ferretti-Instrument“ genannt wurde. Obwohl Ferrettis Erfindung als Erfolg gefeiert wurde, wartete die italienische Marine sieben Jahre, bis sie den Schnorchel in die Jalea der neuen Argonauta-Klasse einbaute, ebenso in zwei Boote der Sirena-Klasse. Es kam jedoch zu keiner umfassenden Einführung, weil die italienische Marine wegen der Sichtbarkeit des Kielwassers des Schnorchelmastes besorgt war. Mitte 1937 wurde das italienische Experiment beendet, als der neue Befehlshaber der U-Boote Konteradmiral Antonio Legnani ohne Begründung die Entfernung und Zerstörung aller Schnorchel anordnete. Obwohl die Italiener einen voll funktionsfähigen Schnorchel entwickelt hatten, statteten sie aber ihre Boote nicht damit aus, als sie im Juni 1940 in den Zweiten Weltkrieg eintraten.
Die Niederländer und die Italiener arbeiteten mehr oder weniger gleichzeitig an dem Problem, ein getauchtes oder halbgetauchtes U-Boot mit Luft zu versehen. Die Tatsache, dass das holländische System erst ein Jahrzehnt nach dem italienischen System angewendet wurde, lässt darauf schließen, dass die Holländer keinen Nutzen aus der italienischen Erfindung zogen.
Bei der Besetzung der Niederlande im Jahr 1940 wurden die fertiggestellten bzw. im Bau befindlichen Snuiverboote O 25, O 26 und O 27 von der deutschen Kriegsmarine übernommen. O 26 wurde in UD 4 umbenannt und für Schnorcheltests im Atlantik genutzt. Kurz danach wurden die Luftmaste wie bei den in Großbritannien angekommenen holländischen U-Booten ausgebaut. Die deutschen Verantwortlichen beim U-Boot-Abnahmekommando (UAK) waren zu dem Schluss gekommen, diese Technik sei überflüssiger Ballast, der im rauen Atlantik nicht einsetzbar sei, wo ein Schnorchel bei hohem Wellengang ständig Wasser ziehe.

## Wende im U-Boot-Krieg des Zweiten Weltkriegs
Ende Januar 1943 war die Schlacht um Stalingrad verloren; im Mai der Afrikafeldzug. Die deutschen Truppen und ihre europäischen Verbündeten gerieten an allen Fronten in die Defensive. Dazu kam eine katastrophale Wende im bis dahin erfolgreichen U-Boot-Krieg der deutschen Kriegsmarine. Allein im Mai 1943 wurden 43 deutsche U-Boote versenkt. Ein wesentlicher Grund hierfür war, dass die Radargeräte der US-Flugzeuge nun mit Magnetronen ausgerüstet waren, was sehr kurze Wellenlänge und dadurch hohes Auflösungsvermögen ermöglichte.
U-Boote benötigten zum Wiederaufladen ihrer Batterien für die Unterwasserfahrt regelmäßig einige Stunden Überwasserfahrt; an der Wasseroberfläche konnten sie mit Überwasser-Radar tags und nachts geortet werden. Der verlustreiche Angriff eines U-Boot-Rudels auf den Geleitzug ONS-5 (geleitet von U 650) machte deutlich, dass die Gegenseite U-Boote nun effizienter als vorher angreifen konnte: Auf 12 versenkte Geleitschiffe kamen 7 verlorene U-Boote. Dönitz schlussfolgerte: „Die Ortung durch Luft- und Überwasserfahrzeuge beeinträchtigt nicht nur auf das Schwerste den unmittelbaren Kampf des einzelnen Bootes, sie gibt darüber hinaus auch dem Gegner ein offenbar gut ausgenutztes Mittel, um die vorbereitenden Aufstellungen der U-Boote zu erfassen und ihnen auszuweichen. Sie sind damit im Begriff, dem U-Boot seine wesentlichste Eigenschaft, die Nicht-Feststellbarkeit, zu nehmen.“
Dönitz stellte daraufhin den U-Boot-Krieg gegen Konvois vorübergehend ein und ließ die meisten U-Boote von den Rudeloperationen zurückrufen. Die Entwicklung einer von der Außenluft völlig unabhängigen neuen U-Boot-Generation war damals technisch noch nicht möglich. Gleichwohl sollte der U-Boot-Krieg aus strategischen Gründen nicht ersatzlos eingestellt werden. Deshalb wurde nach einer Zwischenlösung gesucht, die sich im Schnorchel anbot. In dieser Situation erinnerte sich Hellmuth Walter an die holländischen Snuivers und griff in einem Gespräch am 2. März und einem Schreiben vom 19. Mai 1943 an Karl Dönitz die Idee des Schnorchels nochmals auf. Erste Erprobungen fanden im Sommer 1943 statt.

## Entwicklung der Schnorchel vom Sommer 1943 bis zum Kriegsende 1945

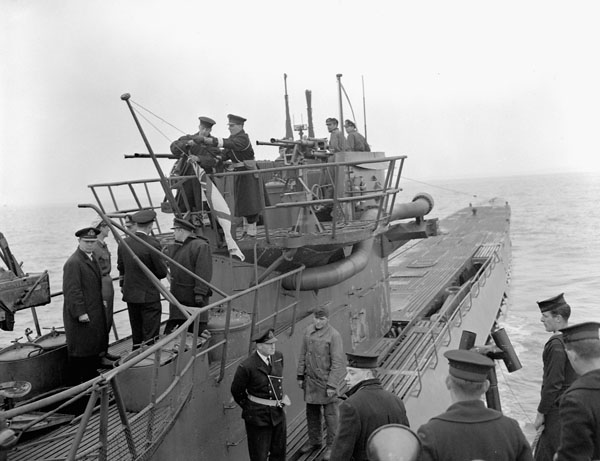
Übergabe von U 889 an die kanadische Marine im Mai 1945. Der eingeklappte Schnorchel steuerbordseitig vor dem Turm ist auf dem Oberdeck gut zu erkennen. Unterhalb der Brücke verläuft eine der Luftleitungen

Walthers wesentlicher Gedanke für die erfolgreiche Realisierung war, die Luft zum Betrieb der Dieselmotoren beim Unterschneiden des Schnorchels durch Seegang für bis zu 60 Sekunden aus dem Bootsinnenraum zu saugen. Der Schnorchel sollte sich bei Überflutung selbsttätig verschließen und anschließend wieder öffnen. Er sollte wie ein Sehrohr aus- und eingefahren werden können. Zunächst wurde erwartet, Sehrohre und Schnorchel bei Bedarf ohne großen Aufwand gegen Radarortung tarnen zu können. Dönitz unterstützte die Idee und ließ sie umsetzen.
Die ersten Erprobungen der deutschen Konstruktion führte das kleine U 58 vom Typ II C im Sommer 1943 in der Ostsee durch. Ab Anfang 1944 wurden hauptsächlich mittlere U-Boote des Typs VII C damit ausgerüstet. Bei Schnorchelfahrt musste eine geringe Tauchtiefe sehr präzise eingehalten werden, da ansonsten entweder der Schnorchelkopf unter die Wasseroberfläche geriet oder das Boot nach oben durch die Wasseroberfläche brach. Die ersten Schnorchelanlagen wurden durch einen Seilzug umgeklappt. Schwere Pannen beim Aufstellen und Umklappen des Schnorchels neben dem Turm oder der Mechanik des Zu- und Abluftsystems waren anfangs eher die Regel. Ab April 1944 wurden damit verbundene Probleme durch ein hydraulisches Druckölgerät behoben.
Die Höchstgeschwindigkeit war bei Schnorchelfahrt wegen Sehrohr- und Schnorchelschwingungen auf fünf bis sechs Knoten beschränkt. Die Vibrationen machten die ausgefahrenen Sehrohre fast unbenutzbar, deren Optik sich häufig verschob. Abgas und Gischt vor den Sehrohren behinderten die Sicht. Der Schnorchelkopf hinterließ einen langen Schaumstreifen auf der Meeresoberfläche, der bei Tageslicht von Flugzeugen aus die optische Erkennung schnorchelnder U-Boote ermöglichte, desgleichen die Abgasfahne der Dieselmotoren. Deshalb wurde überwiegend nachts geschnorchelt.
Bei zu großem Abgasgegendruck durch zu tiefes Unterschneiden (z. B. durch Tiefensteuerfehler) können die Dieselmotoren stehenbleiben und ihr Abgas rückwärts aus ihren Ansaugschächten im Bootsinneren austreten. Dies kann zur Vergasung des Bootes und Gefährdung seiner Besatzung führen. Trotz aller Bemühungen drangen Dieselabgase in das Bootsinnere ein, verursachten bei der Besatzung Kopfschmerzen und trübten den Blick. Durch Bedienungsfehler füllten sich mehrere Boote mit Dieselabgasen und Besatzungsmitglieder erlitten Kohlenstoffmonoxidvergiftungen. Die Vergiftungen machten sich erst Stunden nach der Durchlüftung des Bootes bemerkbar und die allgemeine Schwächung der Besatzung war dann so stark, dass das Auftauchen und Öffnen des Turmluks nur noch unter größtem Energieaufwand möglich war. Zudem konnte der Abfall der nun ständig getaucht operierenden U-Boote nicht mehr entsorgt werden, was die ohnehin schlechte, weil nur selten erneuerte Luft im Bootsinneren weiter verschlechterte.
Um der gegnerischen Radarortung zu entgehen, wurde der Schnorchel meist so tief wie möglich gefahren, unterhalb der maximalen Wellenhöhe, so dass er häufig von den Wellen überspült wurde. Dies führt, je nach Seegang, Maschinenleistung, Bootsgröße und Druckabfall bis zum Abschalten der Diesel sowie zu einer zusätzlichen Belastung der Besatzung durch Luftdruckschwankungen von bis zu 200 mbar im Bootsinneren. Die Saugleistung der Diesel war in der Praxis größer als erwartet. Sobald der Druck im Bootsinneren vom Normalwert 1020 mbar auf 850 mbar gefallen war, wurde einer der Diesel abgestellt, ab 750 mbar auch der zweite, und es wurde mit Elektromotoren weitergefahren. Besonders bei Bedienungsfehlern oder Unaufmerksamkeiten der Tiefenrudergänger waren noch höhere Druckabfälle von bis zu 400 (500) mbar nicht selten. Die Druckschwankungen führten zu starken Schmerzen, Ohnmachtsanfällen und gerissenen Trommelfellen beim späteren plötzlichen Druckausgleich.
Wegen seines Diesellärms konnte ein U-Boot bei Schnorchelfahrt leicht mit Hydrophonen auf Schiffen oder von Flugzeugen abgeworfenen Sonobojen geortet werden, während das eigene Horchgerät nahezu „taub“ wurde. Deshalb musste der Schnorchelbetrieb in gewissen Abständen zum Rundhorchen unterbrochen werden. Der bei Unterwasserfahrt stark erhöhte Wasserwiderstand der für Überwasserfahrt optimierten älteren Bootstypen erhöhte den Dieselverbrauch gegenüber aufgetauchter Fahrt auf fast das Doppelte.
Dies wurde aufgrund der Gefahr durch mit Radar ausgerüstete Flugzeuge und Überwassereinheiten in Kauf genommen. Viele Kommandanten hatten anfangs Probleme mit dieser Art von Tauchfahrt, zumal die Ventile unter Dichtigkeitsproblemen litten. Die U-Boot-Besatzungen misstrauten dem Schnorchel fast ausnahmslos und hassten es, wenn er eingesetzt wurde. Im Mai 1944 konnte jedoch Kaleu Heinz Schroeteler (U 667) im Verlauf einer Verfolgung über den Schnorchel Frischluft in das Boot saugen und schließlich entkommen. Er äußerte sich anschließend lobend über den Schnorchel, wies jedoch auf die Notwendigkeit von umfangreichen Schulungen hin.
Die U-Boot-Führung war ständig bestrebt, Vertrauen in den Schnorchel zu wecken. Sie sorgte für eine weite Verbreitung eines begeisterten Berichts von Kaleu Rolf Nollmann (U 1199), der im September/Oktober 1944 50 Tage lang ständig unter Wasser geblieben war. Bald darauf wurde diese Empfehlung jedoch durch eine scharfe Warnung eingeschränkt, da es nach Bedienungsfehlern zu Kohlenmonoxidvergiftungen der Besatzungen gekommen war. Auch einen weiteren lobenden Bericht von Kaleu Schroeteler (nunmehr Kommandant von U 1023) vom März 1945 ließ Dönitz unter den U-Boot-Besatzungen verteilen.
Nach und nach wurde die Schnorcheltechnik im Bootseinsatz verbessert. Nunmehr war es möglich, in etwa 16 Metern Tiefe (Unterkante Kiel) mit den Dieselmotoren zu fahren, die Batterien zu laden, das Boot mit frischer Luft zu versorgen und dennoch weitgehend unentdeckt zu bleiben. Der Kommandant von U 170, Hans-Gerold Hauber, schrieb nach dem Abschluss seiner Feindfahrten vom 28. Mai 1944 zum 5. Dezember 1944 in das Kriegstagebuch, dass sich der Schnorchel bewährt hatte und keine Probleme beim Schnorchelbetrieb oder gesundheitliche Störungen wie Vergiftungen aufgetreten waren. U 977 und U 978, zwei Boote vom Typ VII C mit an Deck niederlegbaren Schnorchelmasten waren 66 bzw. 68 Tage unter Wasser.
In der Regel nutzten die U-Boote den Schnorchel nur vier Stunden täglich in der Nacht, um ihre Batterien wieder aufzuladen, und fuhren ansonsten getaucht mit sparsamer und sehr langsamer Fahrt von 1 bis 3 Knoten mit Elektromotoren. Deshalb konnten sie im Durchschnitt nur 90 km pro Tag zurücklegen.
Für die Zuluft hatte der Schnorchelkopf ein schwimmerbetätigtes Schnorchelkopfventil, das bei seiner Überflutung automatisch schließen sollte. Die schwimmerbetätigten Ventile waren im Betrieb nicht störungsfrei. Ihre Funktion war abhängig vom Kurs des Bootes zur Seegangsrichtung und es gab kein Mittel gegen Vereisung. Im Winter 1944/45 erfolgten bei einigen Booten des Typ II Versuche mit druckluftbetätigten Kopfventilen, die einwandfrei und schnell arbeiteten. Das am 5. Mai 1945 in der Kilbotnbucht in Norwegen auf Position 68° 44′ N, 16° 35′ O versenkte Typ-VII-C-Boot U 711 war bereits mit diesem neuen Kopfventil ausgerüstet.

## Schutz gegen Radarortung
Anfangs stand den Alliierten zur Ortung der U-Boote nur Dezimeterwellen-Radar zur Verfügung. Im Februar 1942 wurde das amerikanische Zentimeterwellen-Radar „AS-G“ für Flugzeuge zur Massenproduktion angefordert. Es konnte Geleitzüge in knapp 160 km Entfernung und aufgetauchte U-Boote in über 17 km Entfernung orten. Die Variante „S-G“ für Schiffe folgte kurze Zeit später. Die auf deutscher Seite für die Tarnung der U-Boote zuständige AG „Schwarzes Uboot“ entwickelte gegen die aktive Radarortung zunächst Konstruktionen für den U-Boot-Turm, die bestimmte Frequenzbereiche absorbierten, und gegen die aktive Sonarortung die Alberich-Beschichtung, die jedoch beide unter mangelnder Seefestigkeit litten.
Gegen die für die U-Boote besonders gefährliche aktive Radarortung wurde stattdessen der Schnorchel das wirksamste Gegenmittel. Ein ungetarnter Schnorchelkopf hat noch etwa 20 % der Echowirkung eines aufgetauchten U-Bootes. Nach britischen Verbesserungen konnten ab Herbst 1944 auch kleine Ortungsziele wie Schnorchelköpfe oder Sehrohre mit Radar im Gigahertzbereich geortet werden. Unter für Flugzeuge günstigen Umständen sank die Ortungsreichweite durch den Schnorchel auf ein Viertel der Reichweite eines breitseits aufgetauchten Bootes. Andererseits war es mit Radar allein nicht ohne weiteres möglich, die Schnorchelköpfe der U-Boote von anderen auf dem Wasser schwimmenden Objekten zu unterscheiden.
Für das Radar „AN/APS-15“ bzw. „ASG“ (Frequenz 9,375 GHz = 3,2 cm Wellenlänge, Impuls-Sendeleistung 24 Kilowatt) wurde bei alliierten Versuchen eine Schnorchel-Ortungsreichweite von 10,5 bzw. 4,1 Meilen (rund 17 bzw. 6,6 km) ermittelt. Bei Seegang Stärke 1 und 2 handelte es sich bei 82 bzw. 67 % der erkannten Ziele um Schnorchel, bei Seegang Stärke 3 und 4 waren es noch 55 bzw. 32 %. Aus statistischen Einsatz-Daten wurde dagegen nur eine mittlere praktische Ortungsreichweite von 0,1 Meilen bzw. 0,6 Meilen (rund 0,2 bzw. 1,1 km) bei Tageslicht abgeleitet. Es zeigte sich, dass der Schnorcheleinsatz ein sehr erfolgreiches Mittel gegen Radarortung war.
Zur Tarnung des Schnorchels gegen Radarortung entwickelte Johannes Jaumann zusammen mit der IG Farben im Frühjahr 1944 einen Überzug, der das Reflexionsvermögen des Schnorchels minderte. Dies wurde durch den Aufbau des Materials aus einer Aufeinanderfolge von leitfähigen Schichten aus halbdurchlässigem Papier und dielektrischen Stützschichten mit sehr niedriger Dielektrizitätskonstante erreicht. Die Leitfähigkeit der einzelnen Schichten nimmt dabei von außen nach innen zu. Diese Anordnung wurde später als Schalensumpf bzw. Leitwert-Sumpf bezeichnet; physikalisch ähnlich arbeitet ein Wellensumpf.
Andere Bezeichnungen sind „elektrischer Sumpf“, Ortungs- oder Radarsumpf. Auftreffende Radarwellen bleiben in den absorbierenden „Schalen“ des Mantels praktisch hängen. Die Amplitude der Wellen wird dabei nach und nach schwächer und auch langsamer. Die Energie der Wellen wird im Idealfall vollständig in Wärme umgewandelt, wird also wie in einem Sumpf verschluckt – daher der Name. Anfängliche Wasser- und Druckfestigkeitsprobleme wurden mit dem Kunststoff Zelligelit gelöst.
Als maximale Tauchtiefe, der die Absorptionsschicht ohne dauerhaften Verlust ihrer Wirksamkeit standhalten sollte, wurden 150 Meter spezifiziert und etwa 200 Meter erwartet. Sie hatte eine Restreflexion von unter 10 % im Bereich 30 bis 3 cm (1–10 GHz). Es wurde erwartet, dass ein damit getarnter Schnorchel mit Zentimeterwellen-Radar bei einer Restreflexion zwischen 0,25 und 8 % und einer um mindestens 65 % reduzierten Ortungsreichweite auf eine Entfernung von maximal 5 km geortet werden konnte.
Der Jaumann-Absorber war 68 mm dick und zur Befestigung auf mehrfach gewölbten Oberflächen wenig geeignet. Er erforderte ein geändertes Schnorchelkopfventil mit Ringschwimmer statt des bisherigen Kugelschwimmers. Bei Versuchen zeigte das Ringschwimmerventil ein trägeres Schließverhalten als das Kugelschwimmerventil. Zur Tarnung des Kugelschwimmer-Ventils wurde eine nach dem Prinzip der abweisenden Tarnung arbeitende Blechkegelkonstruktion („Lampenschirm“) verwendet. Sie wurde im Sommer 1944 auf U 1024, U 1060 und U 1064 eingebaut.
Später stellte sich der geriffelte Gummiüberzug (benannt nach dem Direktor des 1941 gegründeten Heidelberger Institut für Weltpost- und Weltnachrichtenwesen, Ludwig Wesch: „Wesch-Matte“) als bessere Lösung zur Radar-Absorption heraus, denn er war wegen seiner geringeren Dicke von 4–8 mm besser für die Kugelschwimmer-Ventile geeignet. Das Radarecho verringerte sich im Bereich von 20 bis 3 cm Wellenlänge (1,5–10 GHz) auf eine Restreflexion von durchschnittlich 10 %. Im Bereich 13–2,3 cm = 2,3–13 GHz betrug das Maximum der Restreflexion bei 5 cm (6 GHz) 30 %. Die Minima der Reflexionskurve lagen unter 5 % bei 9 cm (3,3 GHz; britisches Rotterdam-Gerät) und unter 10 % bei 3 cm (10 GHz; amerikanisches MEDDO-Gerät). Für das britische Rotterdam-Gerät wurde dadurch eine Reduzierung seiner Ortungsreichweite um 50 % erwartet. Im November 1944 wurde die Wesch-Matte auch für die Ringschwimmerventile freigegeben.
Daneben kamen als Werkstoffe Ummantelungen des Schnorchelkopfes aus Holzlatten (deren Stöße sorgfältig abgedeckt waren) und Glaswolle zum Probeeinsatz. So waren die Schnorchelköpfe zwar nicht unsichtbar, aber die Erkennungswahrscheinlichkeit schnorchelnder Boote wurde wesentlich reduziert.
Mit einer auf dem Schnorchel montierten Rundantenne („Bali“) konnten mit dem Naxos-Radardetektor auch während des Schnorchelbetriebs im Zentimeter-Bereich arbeitende gegnerische Radargeräte erfasst werden, so dass das Boot rechtzeitig auf Tiefe gehen konnte. Die Frequenz des ohne Wissen der Deutschen entwickelten neuesten alliierten Radargerätes, das mit einer Wellenlänge von 3 cm (10 GHz) arbeitete, wurde jedoch nicht mehr erfasst. Eine Beobachtungsmöglichkeit für höherfrequente Zentimeterwellen-Radarstrahlung bei Schnorchelfahrt war erst für Nachfolgeprojekte im Jahr 1945 vorgesehen.
Bei Seegang bis Stärke 2 (schwach bewegt, Wellenhöhe 0,1 bis 0,5 Meter) konnte das ab März 1945 eingeführte damals beste Flugzeugradar „APS-20“ (Projekt Cadillac, Frequenz 2,88 GHz = 10,5 cm Wellenlänge, Impuls-Sendeleistung 1 Megawatt) einen Schnorchel bis in 13 Meilen (etwa 20 km) Entfernung orten. Bei Seegang ab Stärke 3 (Schaumköpfe, Wellenhöhe 0,5 bis 1,25 Meter) war es hierfür aber nicht mehr verwendbar.

## Typen
Zum Einbau kamen vier Typen von Deschimag:
1. Typ I: Zuluftanschluss über Flansch am Turm, Seilantrieb
2. Typ II: Zuluftanschluss über Flansch am Turm, Druckölanlage mit Kreuzkopfantrieb
3. Typ III: Zuluftanschluss am Drehzapfen des Schnorchelmastes, Druckölanlage mit Kreuzkopfantrieb
4. Typ IV: ausschiebbarer Schnorchel im Turm mit eingebautem Zu- und Abluftleitungsanschluss (nur Typ XXI und XXIII).

Die Typen I–III wurden außerhalb des Druckkörpers liegend gelagert und zum Betrieb vor dem Turm hochgeklappt, der Typ IV wurde wie ein Sehrohr senkrecht aus dem Bootsinneren ausgefahren.

## Mit dem Schnorchel vom Tauchboot zum U-Boot

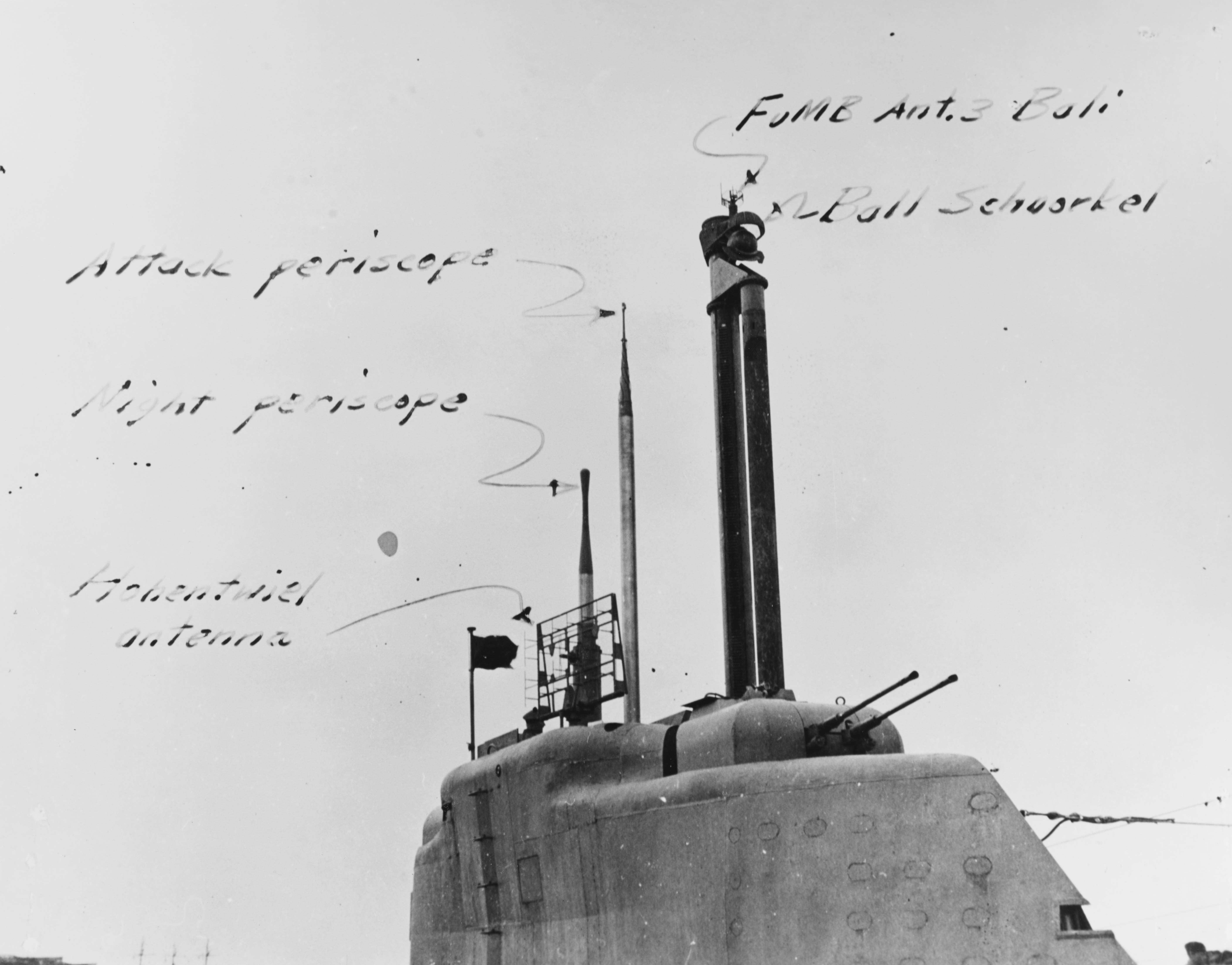
Der ausgefahrene Schnorchel mit Bali-Antenne über der Flak auf U 3008

Mit den neuen U-Boot-Typen XXI und XXIII, die bereits serienmäßig mit einem Schnorchel ausgerüstet waren, wurde eine neue Ära des U-Boot-Krieges eingeleitet. Die bisher neben dem Turm stehenden Schnorchelmasten wurden nicht mehr aufgerichtet und niedergelassen, sondern – wie ursprünglich geplant – aus dem Bootsinneren heraus aus- und eingefahren. Diese Boote gelten aufgrund der Kombination des Schnorchels mit einer erheblich vergrößerten Unterwassergeschwindigkeit und Unterwasserausdauer als die ersten wirklichen U-Boote der Geschichte.
Beim Typ XXI wies der Schnorchel einige Mängel auf:
1. Zuluft- und Abgasrohre waren unterdimensioniert, so dass statt 4000 PS nur 2400 PS Dieselleistung zu erreichen war.
2. Der Schnorchelmast zeigte zwischen 6,5 und 8,5 kn starke Schwingungen, so dass die möglichen Unterwassergeschwindigkeiten auf unter 6 kn (Ladefahrt mit Schleich-E-Motoren) und 9–10,5 kn (Unterwassermarschfahrt) begrenzt waren.
3. Das Aus- und Einfahren verursachte – hauptsächlich bedingt durch den Druckluftmotor – starken Lärm (95–116 Phon).[18]

Wegen der Vorteile der Schnorcheltechnik rüsteten alle U-Boot-Marinen um,
so dass heute alle diesel-elektrischen U-Boote über Schnorchel verfügen. In der Folge konnten schnelle und tieftauchende U-Boote mit multiplen Aufgabenstellungen gebaut werden.